# Тихон (Троицкий)
Архиепи́скоп Ти́хон (в миру Алекса́ндр Алексе́евич Тро́ицкий; 12 [24] апреля 1883, Пеньки, Галичский уезд, Костромская губерния, Российская империя — 30 марта 1963, Джорданвилль, Нью-Йорк) — епископ Русской Православной Церкви Заграницей, архиепископ Сан-Францисский и Западно-Американский.

## Биография
Родился 12 апреля 1883 года в семье псаломщика Воскресенского храма села Пеньки Алексея Васильевича Троицкого (1840—1899)
В 1904 году окончил Казанскую духовную семинарию и поступил в Казанскую духовную академию. В 1905 году был пострижен в монашество и рукоположён во иеродиакона. В 1908 году был рукоположён в иеромонаха.
В академии духовно окормлялся у преподобного старца схиархимандрита Гавриила (Зырянова).
В 1908 году окончил Казанскую духовную академию со степенью кандидата богословия.
28 августа 1908 года был назначен помощником инспектора Таврической духовной семинарии.
С 25 августа 1910 года — инспектор Волынской духовной семинарии в сане архимандрита, где правящим архиереем был архиепископ Антоний (Храповицкий).
28 декабря 1916 года переведён инспектором в Харьковскую духовную семинарию вслед за переведённым на Харьковскую кафедру архиепископом Антонием (Храповицким). Оставался в должности инспектора до закрытия семинарии после революции. По отзывам учеников, он был очень строгим инспектором при мягком ректоре архимандрите Аверкии (Кедрове).
В 1919 году эмигрировал вместе с митрополитом Антонием (Храповицким) в Югославию, где примкнул к Русской Православной Церкви Заграницей. Здесь он служил инспектором духовной семинарии в Призрене.
В 1925—1926 годы состоял в братии афонского Свято-Пантелеимоновского монастыря.
11 апреля 1930 года определением Архиерейского Синода РПЦЗ был избран епископом Сан-Францисским, 2-м викарием архиепископа Аполлинария (Кошевого) (тогда возглавлял приходы РПЦЗ в Америке).
14 июня 1930 года в Русской православной церкви в Белграде состоялось наречение архимандрита Тихона во епископа Сан-Францисского, которую совершили митрополит Антоний (Храповицкий), архиепископ Гермоген (Максимов) и Феофан (Гаврилов).
15 июня 1930 года там же хиротонисан во епископа Сан-Францисского, викария Северо-Американской епархии. Хиротонию совершили те же архиереи в присутствии сербского епископа Мардария (Ускоковича).
31 июля 1933 года был назначен правящим епископом Северо-Американским и Канадским.
4 сентября 1934 года Северо-Американская епархия была разделена и владыка Тихон назначен управляющим Западно-Американской кафедры, архиепископом Сан-Францисским и Западно-Американским.
По примирении русской «Северо-Американской митрополии» с Зарубежной Церковью в ноябре 1935 году в Америке вновь произошло переустройство епархий. Владыка Тихон получил титул Западно-Американского и Сеаттлийского, но кафедральным городом его остался Сан-Франциско.
В ноябре 1946 году общение между «Американской митрополией» и Зарубежной Церковью было односторонне разорвано решением Кливлендского собора. Архиепископ Тихон был одним из пяти американских архиереев отказавшихся выходить из подчинения Зарубежной Церкви и был вновь назначен архипастырем Сан-Францисским, приняв титул который сохранял за собой также и глава вновь обособившейся Американской митрополии, митрополит Феофил (Пашковский).
Ушёл на покой в конце 1962 года.
Скончался 30 марта 1963 в Свято-Троицком мужском монастыре, Джорданвилль, штат Нью-Йорк. Похоронен под алтарём монастырского храма.